# Prospalta spicea
Prospalta spicea är en fjärilsart som beskrevs av Achille Guenée 1852. Prospalta spicea ingår i släktet Prospalta och familjen nattflyn. Inga underarter finns listade i Catalogue of Life.